# Fobos (satélite)
Fobos ou Phobos é um dos dois satélites naturais de Marte. É o maior e mais próximo satélite natural de Marte. Com um raio médio de 11,1 km, Fobos é 7,4 vezes mais massivo que a outra lua marciana Deimos. Fobos foi descoberto por Asaph Hall em 18 de Agosto de 1877, justamente seis dias após a descoberta de seu parceiro Deimos. Seu nome vem da Grécia antiga e significa medo. Na mitologia grega, Fobos era filho de Ares (Marte na mitologia romana) e Afrodite.
Fobos é, em todo o Sistema Solar, o satélite que orbita mais próximo do planeta-mãe: menos de seis mil quilômetros acima da superfície marciana e orbita Marte três vezes ao dia. Encontra-se, por isso, abaixo da órbita síncrona para Marte. Por esse motivo, a sua órbita vai descendo a um ritmo de 1,8 m por século. Assim, dentro de 30 a 50 milhões de anos pode ocorrer uma de duas coisas: ou Fobos se despenha sobre Marte ou, o que é mais provável, antes que isso aconteça as forças gravitacionais destruirão o satélite criando um anel à volta de Marte. Também por conta de sua proximidade, ela orbita mais rápido do que a rotação marciana, o que a faz "nascer" e se pôr três vezes por dia.
Fobos demora cerca de 7,65 horas a completar uma volta sobre si próprio, que corresponde ao mesmo tempo que leva a completar uma volta ao redor de Marte. Como consequência disso, Fobos tem sempre a mesma face voltado para Marte.
Os astrônomos supõem que o satélite era provavelmente um asteroide composto de condritos carbonáceos que foi capturado pela força de gravidade do planeta. A outra lua Deimos e também algumas luas de Netuno, acreditam-se também que eram asteroides que foram capturados.
Uma curiosidade a respeito de Fobos, é que não pode ser visto do extremo norte nem do extremo sul de Marte porque sua órbita é alinhada à Linha do Equador.

## Características físicas

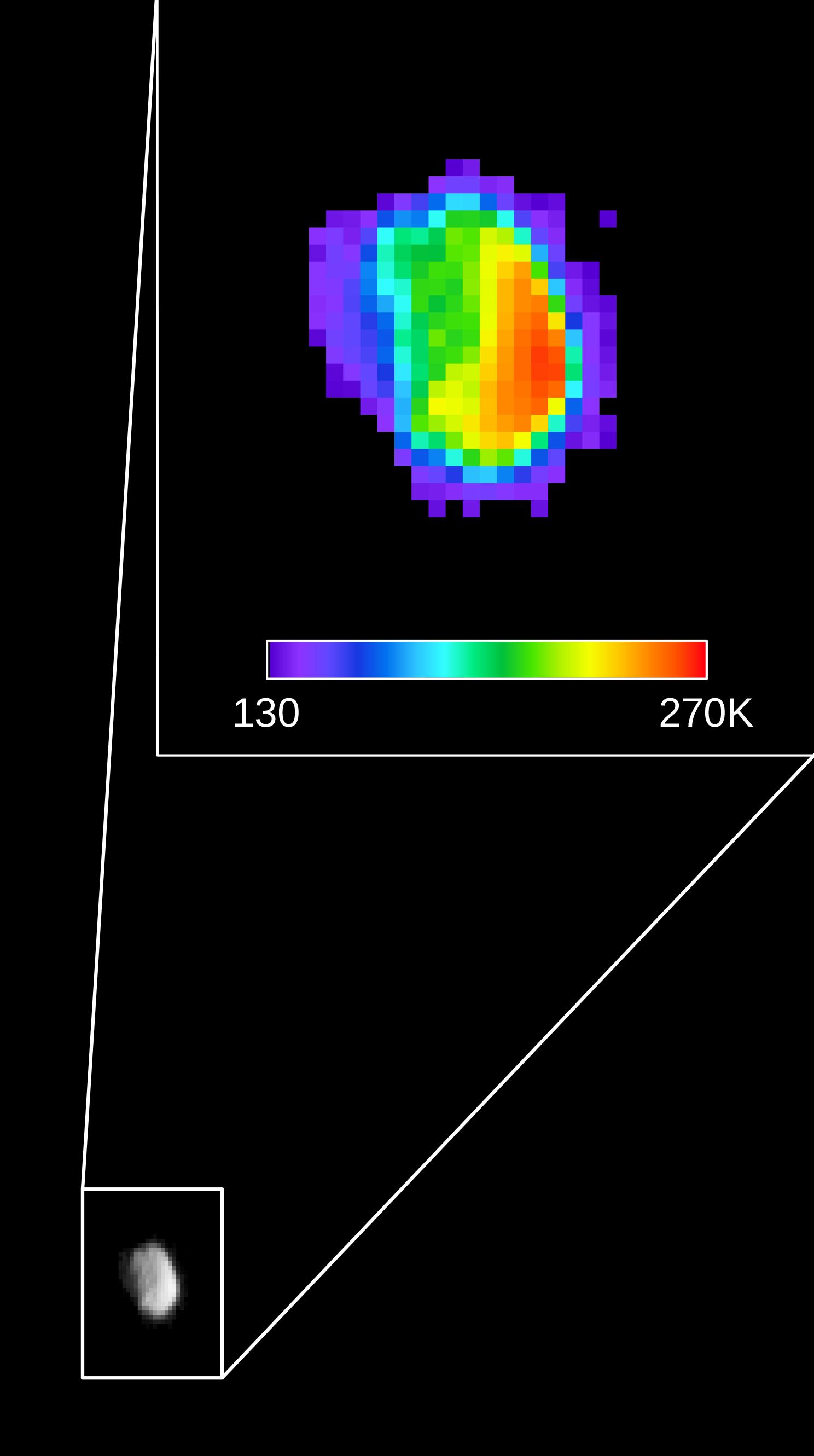
Temperaturas da superfície de Fobos. (THEMIS; 29 de setembro de 2017)

Fobos tem dimensões de 27 km × 22 km × 18 km, e retém muito pouca massa para ser arredondado sob sua própria gravidade. Fobos não possui atmosfera, devido à pouca massa. É um dos corpos menos refletivos do Sistema Solar, com um albedo de aproximadamente 0,071.
Análises de espectro Infravermelho mostram que a composição de sua superfície é semelhante à de Marte. Esses resultados levaram à sugestão de que Fobos poderia conter um reservatório de gelo. A densidade de Fobos é muito baixa para conter rocha sólida, e é conhecido por ter alta porosidade. O satélite possui um grande número de crateras. A maior delas é a Cratera Stickney, uma grande cratera de impacto com cerca de 9 km de diâmetro. Assim como na cratera de Mimas, Herschel, o impacto que criou Stickney deve ter quase destruído Fobos.
As rochas na superfície possuem muitas ranhuras e erosões, os pesquisadores suspeitam que elas tenham sido formadas por material ejetado no espaço por impactos na superfície de Marte. Foram feitas muitas tentativas para observar possíveis anéis de poeira em Fobos, mas  até agora todas falharam. Imagens recentes da Mars Global Surveyor indicam que Fobos é coberto por uma camada de regolito com pelo menos 100 metros de espessura; supõe-se que tenha sido criada por impactos de outros corpos, mas não se sabe como o material ficou preso a um objeto quase sem gravidade.
Uma pessoa com 68 kgf (667 N) na Terra pesaria cerca de 60 gf (5,9 N) em pé na superfície de Fobos. A gravidade superficial é de 0,0057 m/s2.

## Formações geológicas
Uma simulação de computador e uma análise de dados indicam que Fobos e Deimos se originaram da desintegração de uma lua muito maior entre 1 e 2,7 bilhões de anos atrás. As formações geológicas em Fobos recebem o nome de astrônomos que estudaram Fobos e pessoas e lugares fictícios da obra de Jonathan Swift -  As Viagens de Gulliver. Apenas um regio recebeu nome, Laputa Regio, e apenas uma planitia, Lagado Planitia; ambos receberam nomes de lugares de As Viagens de Gulliver. O único tergo que recebeu nome em Fobos é Kepler Dorsum, em honra ao astrônomo Johannes Kepler. Várias crateras já possuem nome.
| Cratera   | Referência                                     | Coordenadas  |
| --------- | ---------------------------------------------- | ------------ |
| Clustril  | Personagem de As Viagens de Gulliver           | 60°N 91°W    |
| D'Arrest  | Heinrich Louis d'Arrest, astrônomo             | 39°S 179°W   |
| Drunlo    | Personagem de As Viagens de Gulliver           | 36.5°N 92°W  |
| Flimnap   | Personagem de As Viagens de Gulliver           | 60°N 350°W   |
| Grildrig  | Personagem de As Viagens de Gulliver           | 81°N 195°W   |
| Gulliver  | Personagem principal de As Viagens de Gulliver | 62°N 163°W   |
| Hall      | Asaph Hall, descobridor de Fobos               | 80°S 210°W   |
| Limtoc    | Personagem de As Viagens de Gulliver           | 11°S 54°W    |
| Öpik      | Ernst J. Öpik, astrônomo                       | 7°S 297°W    |
| Reldresal | Personagem de As Viagens de Gulliver           | 41°N 39°W    |
| Roche     | Édouard Roche, astrônomo                       | 53°N 183°W   |
| Sharpless | Bevan Sharpless, astrônomo                     | 27.5°S 154°W |
| Shklovsky | Iosif Shklovsky, astrônomo                     | 24°N 248°W   |
| Skyresh   | Personagem de As Viagens de Gulliver           | 52.5°N 320°W |
| Stickney  | Angeline Stickney, esposa de Asaph Hall        | 1°N 49°W     |
| Todd      | David Peck Todd, astrônomo                     | 9°S 153°W    |
| Wendell   | Oliver Wendell, astrônomo                      | 1°S 132°W    |

## Exploração
Fobos foi fotografada de perto por várias sondas espaciais cuja missão principal era fotografar Marte. A primeira foi a Mariner 9 em 1971, seguida da Viking 1 em 1977. Os programas Mars Global Surveyor, Mars Express e Mars Reconnaissance Orbiter também estudaram Fobos. A sonda rover Spirit também tirou fotografias de Fobos no céu Marciano em agosto de 2005.
Algumas missões dedicadas à Fobos foram feitas pela União Soviética com o Programa Fobos. Duas sondas, Phobos 1 e 2, foram enviadas à Marte em 1988. Ambas enfrentaram problemas que encerraram prematuramente suas pesquisas. A Agência Espacial Russa planejou uma nova missão à Fobos em 2011 chamada Fobos-Grunt, com o objetivo de retornar amostras do solo de Fobos à Terra. Porém, a missão falhou na órbita terrestre.

## Futuro
Fobos é constituída essencialmente por um amontoado de detritos, com grandes espaços entre os blocos rochosos que compõem o interior da lua. Cerca de um quarto a um terço da lua Phobos será composto por espaço vazio.
A lua Fobos está a aproximar-se lentamente (alguns centímetros por ano) de Marte, o que significa que, a longo prazo, ambos poderão se colidir.
Com base em dados observacionais, Benjamin Black e Tushar Mittal, da Universidade de Nova Iorque, deduziram que os componentes menos densos de Fobos podem acabar por desintegrar-se daqui a 20 a 40 milhões de anos, quando o efeito da força gravitacional de Marte se tornar demasiado forte. Dispersos, os componentes poderão em seguida formar um anel em torno do planeta.